# Albert Verdoodt
Albert Verdoodt (* 4. August 1925 in Brüssel; † 20. März 2011) war ein belgischer Sozialwissenschaftler und Hochschullehrer.

## Leben und Wirken
Albert Verdoodt studierte Politikwissenschaft und Sozialwissenschaften an der Université catholique de Louvain und promovierte dort im Jahre 1964. Als Hochschullehrer für das Fach Soziologie wirkte er kurze Zeit an der Universität von Burundi (1967/68) und von 1968 bis 1970 an der Universität Laval in Kanada. Seit 1970 hatte er dann eine Professur an der Université catholique de Louvain inne. Verdoodt beschäftigte sich in seinen Veröffentlichungen vor allem mit Themen aus dem Gebiet der Internationalen Beziehungen und der Sprachsoziologie; insbesondere arbeitete er über die Sprachen von nationalen Minderheiten, vor allem in Belgien, aber auch in Québec.

## Veröffentlichungen (Auswahl)
- Naissance et signification de la Déclaration Universelles des Droits de l'Homme. Soc. d'Études morales, sociales et juridiques, Louvain 1964 (= Dissertation Université catholique de Louvain).

- Zweisprachige Nachbarn. Die deutschen Hochsprach- und Mundartgruppen in Ost-Belgien, dem Elsaß, Ost-Lothringen und Luxemburg (= Ethnos, Bd. 6). Braumüller, Wien 1968.
- La Protection des droits de l'homme dans les états plurilingues. Nathan, Paris 1973.
- (Hrsg., mit Rolf Kjolseth): Language in sociology. Peeters, Louvain 1976, ISBN 2-8017-0046-0.
- The German and German dialect speakers in Belgium. In: Harald Haarmann (Hrsg.): Sprachen und Staaten. Festschrift Heinz Kloss. Bd. 1 (= Schriftenreihe zur europäischen Integration, Bd. 15). Stiftung Europa-Kolleg, Hamburg 1976, S. 211–228.
- Education in a multilingual context. UNESCO, Paris 1977.
- Educational policies on languages. The case of the children of migrant workers. In: Howard Giles (Hrsg.): Language, ethnicity and intergroup relations (= European monographs in social psychology, Bd. 13). Academic Press, London 1977, S. 241–252, ISBN 0-12-283740-1.
- Les problèmes des groupes linguistiques en Belgique. Peeters, Louvain 1977, ISBN 2-8017-0070-3.
- (Hrsg.): Belgium (= International journal of sociology, Bd. 15). Mouton, The Hague 1978.
- Volksgruppenrecht in Belgien. In: Theodor Veiter (Hrsg.): System eines internationalen Volksgruppenrechts. Bd. 3. Braumüller, Wien 1978, S. 238–258, ISBN 3-7003-0194-4.
- Bibliographie sur le problème linguistique Belge. Centre Internat. de Recherche sur le Bilinguisme, Québec 1983, ISBN 2-89219-124-6.
- Language variation and foreign language teaching. Issues and orientations. In: Matthias Hartig (Hrsg.): Perspektiven der angewandten Soziolinguistik (= Tübinger Beiträge zur Linguistik, Bd. 282). Narr, Tübingen 1985, S. 83–96, ISBN 3-87808-282-7.
- Les droits linguistiques des immigrants.  Éd. Off. du Québec, Québec 1985, ISBN 2-551-09035-0.
- (Hrsg.): Sociology of language in Belgium (= International journal of the sociology of language, Bd. 104). Mouton de Gruyter, Berlin 1993.
- The Demography of Language. In: Florian Coulmas (Hrsg.): The handbook of sociolinguistics. Blackwell, Oxford 1997, S. 33–44, ISBN 0-631-19339-1.
- Sprachkontakte in Westeuropa (Belgien). In: Herbert Ernst Wiegand (Hrsg.): Handbücher zur Sprach- und Kommunikationswissenschaft. Bd. 12, T. 2: Kontaktlinguistik. de Gruyter, Berlin 1997, S. 1107–1143, ISBN 3-11-015154-5.
- Jesus und Paulus. Was wir von sozialwissenschaftlichen Modellen lernen können. In: Wolfgang Stegemann u. a. (Hrsg.): Jesus in neuen Kontexten. Kohlhammer, Stuttgart 2002, S. 230–236, ISBN 3-17-016311-6.